# Sorin Matei
Sorin Matei (født 6. juli 1963 i Bukarest) er en rumænsk tidligere højdespringer. Hans bedste spring er på 2,40 m, sat i Bratislava i 1990, hvilket kun er overgået af tre andre højdespringere i historien. Blandt Mateis bedste konkurrenceresultater er henholdsvis en sølv- og en bronzemedalje fra EM i indendørs atletik (1992 og 1988). Han deltog i tre olympiske lege med en trettendeplads som bedste resultat.